# Championnat de France d'endurance tout terrain
 (août 2025).
Motif : Insuffisamment de sources secondaires démontrant le notoriété requise pour un article Cf WP:CAA et WP:NPER
- Archive Wikiwix
- Bing
- Cairn
- DuckDuckGo
- E. Universalis
- Gallica
- Google
- G. Books
- G. News
- G. Scholar
- Persée
- Qwant
- (zh) Baidu
- (ru) Yandex
- (wd) trouver des œuvres sur Wikidata

| 1. | Préciser le motif de la pose du bandeau. | Précisez le motif de la pose du bandeau en utilisant la syntaxe suivante : {{admissibilité à vérifier\|date=août 2025\|motif=remplacez ce texte par le motif}}                                                      |
| 2. | Informer les utilisateurs concernés.     | Pensez à avertir le créateur de l'article, par exemple, en insérant le code ci-dessous sur sa page de discussion : {{subst:avertissement admissibilité à vérifier\|Championnat de France d'endurance tout terrain}} |

Le Championnat de France d'endurance tout terrain, organisé par la Fédération française du sport automobile, compte chaque année plusieurs épreuves d'endurance d'une durée de 6 heures et une épreuve de 24 heures non-stop : les 24 Heures Tout Terrain de France qui se déroule dans l'Essonne.
Une épreuve d'endurance a également été organisée dans le Limousin sur le camp militaire de La Courtine : la Baja de France.